# Komorní Hrádek (zámek)
Komorní Hrádek je středověký hrad přestavěný na barokní zámek na okraji stejnojmenné osady u Chocerad v okrese Benešov. Nachází se na levém břehu řeky Sázavy v nadmořské výšce okolo 360 metrů.

## Historie
Hrad, původně zvaný Veselé, byl založen vyšehradským purkrabím a konšelem Rackem Kobylou ze Dvorce († 2. února 1416). Stavbu hradu povolil král Václav IV. dne 28. srpna 1412, ale hrad byl nejspíše dostavěn už před tímto datem. Nově založený hrad nahradil starší Čejchanov, který stával asi o 200 metrů dále na západ. Důvodem výstavby nového sídla bylo pravděpodobně dobytí Čejchanova v roce 1404 a jeho nevhodná poloha snadno ohrozitelná střelbou z palných zbraní.

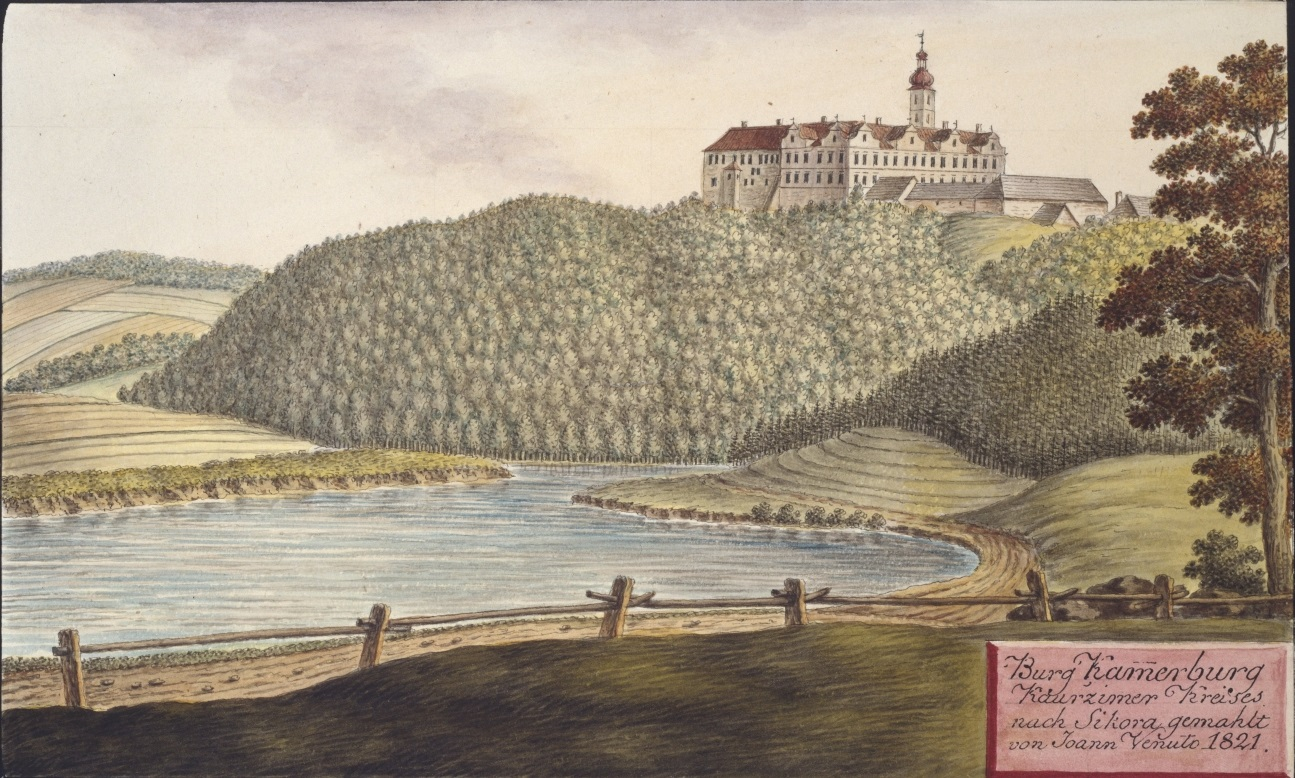
Pohled na zámek, kresba Johanna Venuta z roku 1821

Po smrti Racka Kobyly držela panství jeho vdova Anna z Úlibic spolu s rytíři Mikulášem Šraňkem a Mikulášem z Reblic, kteří byli poručníky nezletilých Rackových dětí. Anna z Úlibic postoupila v roce 1422 své statky, tedy Hrádek na Sázavě zvaný Veselé s poplužními dvory, mlýny, lesy, řekou a vesnicemi Chocerady, Vráž a Dolince, husitskému hejtmanovi Vilému Kostkovi z Postupic († 6. listopadu 1436).
Od rodu Kostků získal na počátku 16. století panství Albrecht Rendl z Oušavy. V roce 1516 prodal celé hrádecké panství Ludvíku Zajímačovi z Kunštátu († 1543) z rodu pánů z Poděbrad. Koupí hradu se však Ludvík Zajímač zadlužil, a nebyl schopen splatit celou kupní částku, takže Rendlovi synové roku 1525 podstoupili své nezaniklé dědické právo na panství Hrádek Jaroslavovi ze Šelmberka († 14. března 1550). Jaroslav ze Šelmberka zastával v letech 1525–1549 významný úřad nejvyššího komorníka království Českého a hrad byl od této doby nazýván Komorní Hrádek. Jaroslav je také pravděpodobným inicátorem přestavby hradu na renesanční zámek.
Roku 1554 zámek koupil Jan mladší z Valdštejna († 1576). Hrabě František Josef z Valdštejna jej roku 1733 prodal hraběti Janu Adolfu z Metsch, respektive jeho dceři Karolíně Marii provdané za Jana Josefa Khevenhüllera.  V době, kdy zde sídlil Richard Maria, 5. říšský kníže Khevenhüller-Metsch (1813–1877) s manželkou Antonií, rozenou hraběnkou Lichnowskou (1818–1870), byl zde zahradníkem otec teologa Klementa Borového. 
Khevenhüllerům patřil Komorní Hrádek až do roku 1945. Po roce 1945 sloužil jako ozdravovna válečných letců, kteří se vrátili ze zahraničí.

## Stavební podoba

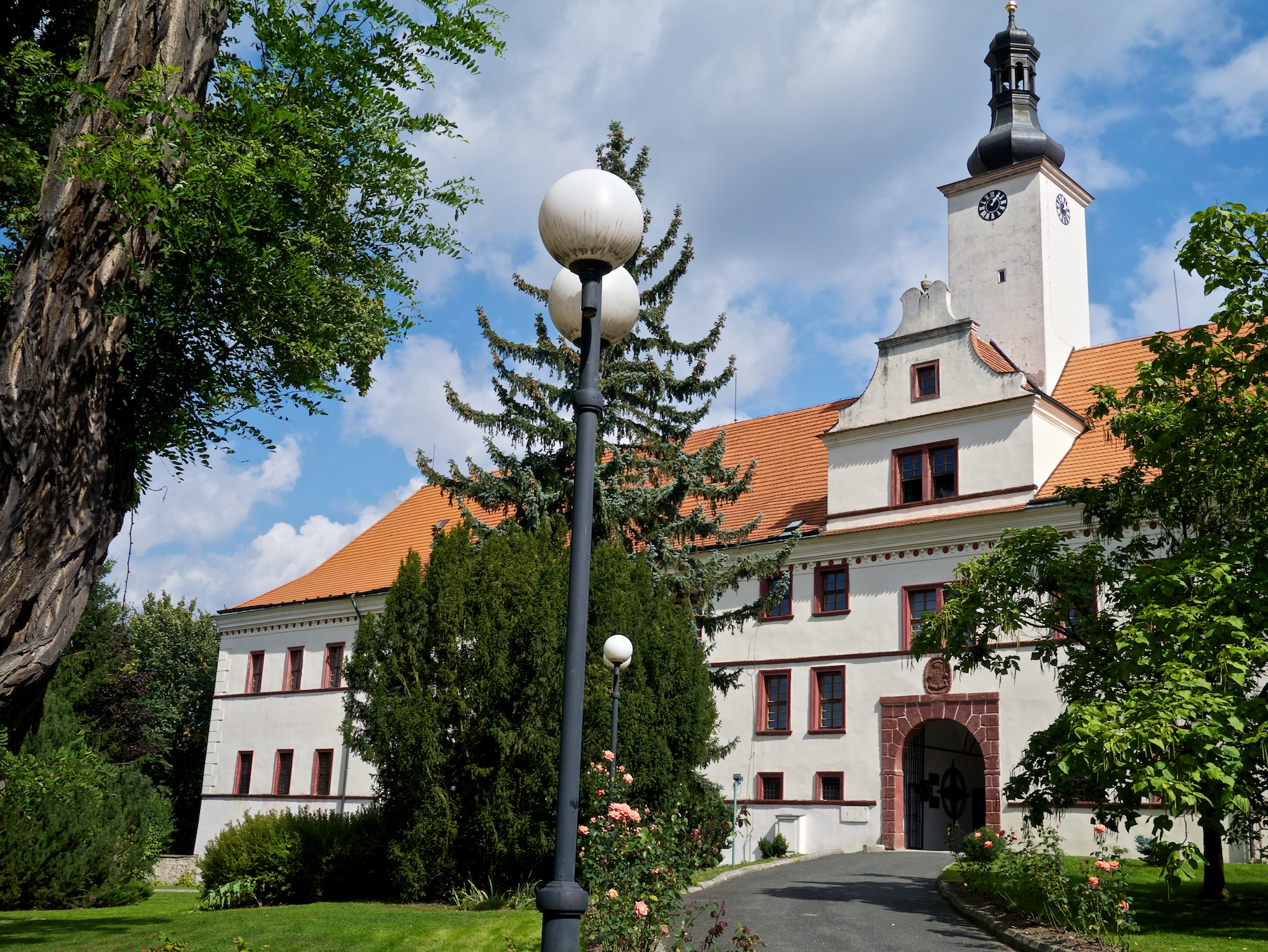
Průčelí vstupního křídla

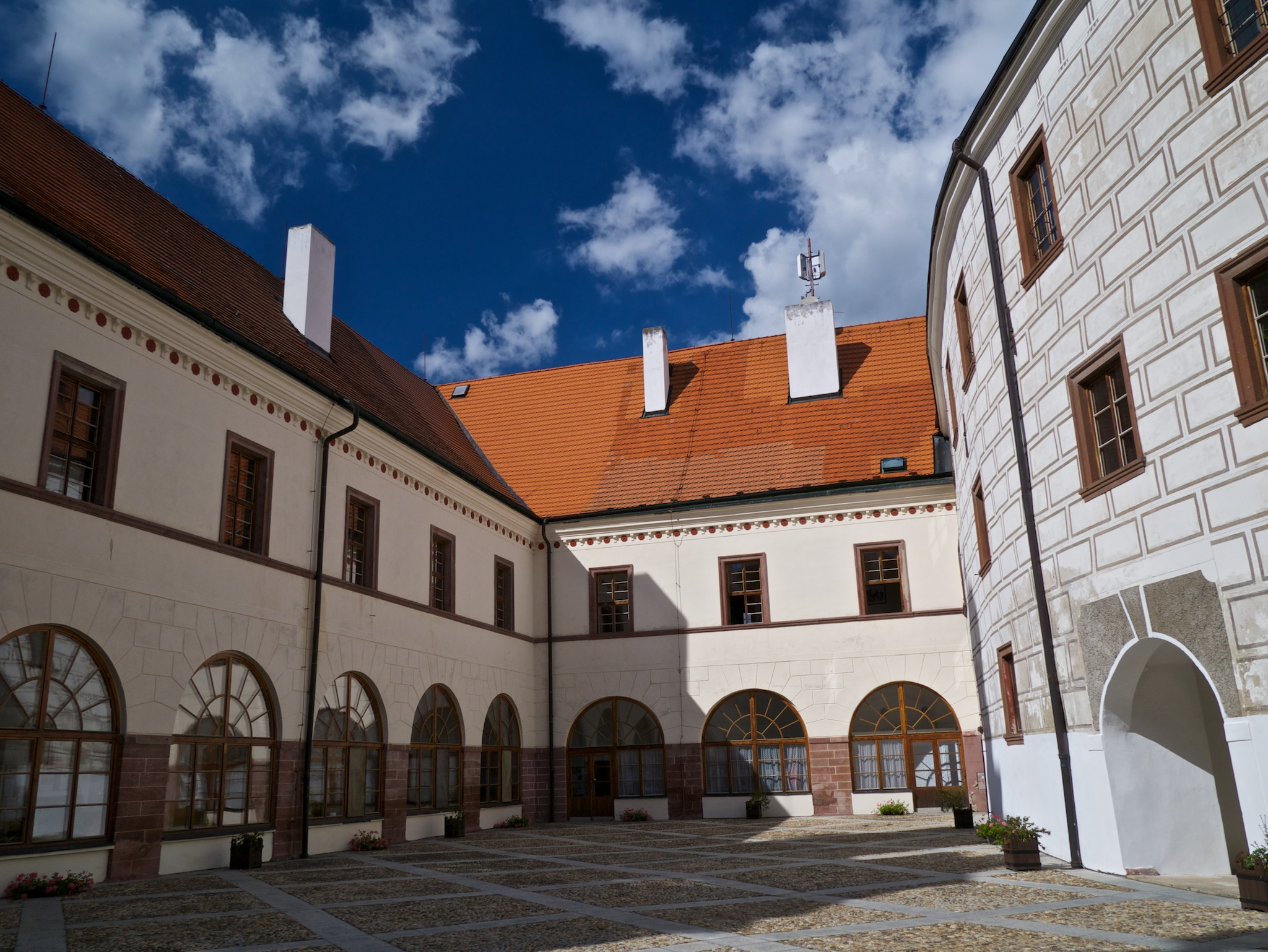
První nádvoří

### Hrad
Původní hrad byl nejméně dvoudílný. Hradní jádro mělo čtvrtkruhový půdorys a na jižní a západní straně je chránil později zaniklý příkop. Na těchto stranách se dochovalo gotické zdivo z druhého desetiletí 15. století. Zdivo ze stejné doby se částečně dochovalo i v severním křídle, zatímco podoba východní strany byla zcela změněna při renesanční přestavbě. Na severovýchodní straně jádra stávala drobná čtverhranná věž.
Ze zástavby předhradí se dochovala část obvodové hradby na jižní straně a archeologicky zjištěné pozůstatky dvou budov, mezi kterými vedla přístupová cesta k jádru. V době pozdní gotiky bylo opevnění předhradí posíleno mohutnou štítovou zdí na východní straně s dochovanou dělostřeleckou kobkou. V jihovýchodním nároží stávala pravděpodobně bateriová věž.

### Zámek
Zámek tvoří starší budova z druhé poloviny 16. století a mladší trojkřídlá přístavba ze 17. století. Starší budova je renesanční dvoupatrová a čtyřkřídlá budova kolem kosočtverečného dvora. Stěny mají sgrafitovou rustiku, v severním křídle je rokoková kaple svaté Trojice, v současné době z roku 1758. K západní straně přiléhá rozsáhlá trojkřídlá novostavba ze 17. století s hladkou fasádou, s věží v západním křídle nad vjezdem a uvnitř s velkým sálem se štukovou výzdobou. Kolem zámku je anglický park.

## Loretánská kaple
Roku 1765 dala Marie Karolína hraběnka z Khevenhüller postavit na okraji zámeckého parku poblíž Vráže Loretánskou kapli. Ustanovila, aby po celý rok v sobotu byla v kapli obětována mše svatá a aby každoročně třetí neděli po Velikonocích byla zde slavena pouť k Sedmibolestné Panně Marii. Kapli nadala též věčným světlem. Dne 10. srpna 1766 byla Santa Casa posvěcena od opata kláštera Sázavského Leandra Kramáře. Při josefínských reformách roku 1787 byla kaple zrušena a dřevěná mariánská soška byla 25. dubna přenesena do chrámu ve Vranově. Zrušená kaple byla přenechána myslivci, kterému sloužila jako skladiště. Roku 1870 zemřela kněžna Antonie Khevenhüllern-Metsch, která plánovala kapli obnovit jako poutní místo. Její příbuzní nechali původní Santa Casu zbořit a na jejím místě dali postavit roku 1872 kapli novou podle nákresu vídeňského architekta. V ní poté byla kněžna pohřbena.